# Fletcher Henderson
Pour les articles homonymes, voir Henderson.
Fletcher James Henderson (Cuthbert (Géorgie), 18 décembre 1897 – New York, 29 décembre 1952) est un pianiste, chef d'orchestre, arrangeur et compositeur de jazz afro-américain.
Il figure parmi les précurseurs de l'ère des big bands et du swing.

## Biographie
Tout jeune, Fletcher, apprend à jouer du piano. Adolescent, il entreprend des études de chimie au Morehouse College, puis à l'université d'Atlanta dont il sort diplômé. En 1920, il monte à New York pour parfaire ses études. Le soir, il joue du piano dans des boîtes ici et là pour arrondir ses fins de mois.
La chimie va vite s'estomper dans le destin de Fletcher Henderson. Il devient directeur musical d'une maison d'édition, la Black Swan, que dirige un homme d'affaires de sa connaissance. Dès lors, il déborde d'activité dans ce domaine et acquiert une solide expérience d'entrepreneur musical. Il réunit des groupes, organise des séances, accompagne des chanteuses, écrit des orchestrations et enregistre des disques dès 1923. En 1924, il se trouve à la tête de son propre orchestre et débute au Roseland Ballroom, l'un des dancings les plus huppés de New York.
Durant quinze ans, de 1924 à 1939, Fletcher (que ses pairs surnomment « Smack ») recrute pour son big band les meilleurs solistes du moment et la liste est longue : elle comprend des dizaines de grandes pointures du jazz dont Louis Armstrong (en 1924), Fats Waller (en 1926), Coleman Hawkins, Benny Carter, Buster Bailey, Rex Stewart, Edgar Sampson, Red Allen, Chu Berry, Roy Eldridge, Ben Webster, Russell Procope, John Kirby, Big Sid Catlett et tant d'autres. Dès ses débuts de big band leader, puis en collaboration avec Don Redman (saxophoniste et arrangeur lui aussi), il met au point l'architecture instrumentale et stylistique de la grande formation avec ses quatre sections : trompettes, trombones, anches et rythmique. Sa formule devient la référence, le standard, pour de nombreux big bands. Sa formation se produit dans les meilleurs établissements, tels le Connie's Inn à New York et le Grand Terrace à Chicago où en septembre 1936, à titre personnel, il aide au démarrage du tout jeune big band de Count Basie, lequel lui succède sur scène et auquel il remet plusieurs de ses propres arrangements en guise d'encouragement.
En 1939, il licencie son orchestre. Benny Goodman, pour qui il a déjà écrit de nombreux arrangements auparavant, l'engage comme pianiste et arrangeur attitré. Dans les années 1940, il reforme de nouveaux orchestres, mais leur impact est moins évident bien qu'ils se produisent dans des salles prestigieuses à New York, à Chicago, en Californie. En décembre 1950, une attaque le laisse à demi paralysé. Longuement hospitalisé, il meurt d'une nouvelle crise le 29 décembre 1952.

## Son style
Pianiste moyen, mais bon accompagnateur, Fletcher est surtout un chef d'orchestre important dans l'histoire du jazz. Pionnier, il transpose la polyphonie qu'utilisent les musiciens néo-orléanais en confiant à chaque section de son orchestre le rôle que joue chaque voix mélodique correspondante dans l'improvisation collective, style New Orleans.
Smack est un chef de file, un précurseur. Ses arrangements sont bien ficelés, cohérents, propres à l'oreille. Ses musiciens les jouent avec aisance et conviction. Les solos s'intercalent dans l'orchestration et s'articulent autour d'une bonne technique instrumentale et d'un sens aigu du swing et du coloris sonore. Sans privilégier telle ou telle section de l'orchestre, Fletcher obtient un équilibre de timbres juste et efficace, appuyé par une excellente section rythmique.

## Repères discographiques
- Copenhagen  (1924)
- The Stampede  (1926)
- The Henderson Stomp (1926)
- Saint Louis Shuffle  (1927)
- King Porter Stomp  (1928)
- Sugar Foot Stomp  (1931)
- Hocus Pocus  (1934)
- Tidal Wave  (1934)
- Christopher Columbus  (1936)
- Stealin' Apples  (1936)
- The Indispensable Fletcher Henderson, 1927-1936